# Éclosion tardive
Pour plus de détails, voir Fiche technique et Distribution.
Éclosion tardive (Late Bloomers) est un film américain réalisé par Julia Dyer sorti en 1996.

## Synopsis
Toutes deux proches la quarantaine, Dinah, une enseignante et entraîneuse de sport et Carly, la secrétaire de l'école, tombent amoureuses. Cette union homosexuelle suscite l'indignation au sein de tout l'établissement scolaire.

## Fiche technique
- Titre francophone : Éclosion tardive
- Titre original : Late Bloomers
- Réalisation : Julia Dyer
- Scénario : Gretchen Dyer
- Durée : 107 minutes (1 h 47)
- Date de sortie :
  - États-Unis : janvier 1996 au festival du film de Sundance
- Classification :
  - Royaume-Uni : interdit aux moins de 15 ans[1]

## Distribution
- Connie Nelson : Dinah Groshardt
- Dee Hennigan : Carly Lumpkin
- Gary Carter : Ron Lumpkin
- Jonah Marsh : Val Lumpkin
- Esteban Powell : Jamie Hooper
- Joe Nemmers : Rick Musso

## Récompenses
- Prix de la meilleure actrice pour Connie Nelson et Dee Hennigan aux Lone Star Film & Television Awards en 1996.
- Prix Russ Smith Memorial en 1996.